# Hans Schönmetzler
Hans Schönmetzler (* 23. Oktober 1901 in Krumbach; † 7. Januar 1947 in Berlin) war ein deutscher Aufnahmeleiter und Filmproduzent.

## Leben und Wirken
Über Schönmetzlers Werdegang ist kaum etwas bekannt. Kurz nach Ende des Ersten Weltkriegs kam er zum Film und begann dort Anfang der 1920er-Jahre seine berufliche Laufbahn als Regieassistent. In dieser Funktion war er auch 1923 an Manfred Noas monumentalem Zweiteiler Helena beteiligt. Wenig später wechselte Schönmetzler zur Aufnahmeleitung, wo er von 1926 bis kurz vor Kriegsbeginn 1939 eine Fülle von Unterhaltungsfilmen betreute. Noch im selben Jahr 1939 überließ ihm die UFA erstmals eine Produktionsleitung. Während des Zweiten Weltkriegs wirkte Schönmetzler als Produktions-, Herstellungs- und zuletzt auch als Herstellungsgruppenleiter der UFA. Er starb 1947 im kriegszerstörten und unterversorgten Berlin.

## Filmografie
als Aufnahmeleiter
- 1926: Die versunkene Flotte
- 1927: Gauner im Frack
- 1927: Der große Unbekannte
- 1927: Glanz und Elend der Kurtisanen
- 1927: Die Achtzehnjährigen
- 1928: Die Dame und ihr Chauffeur
- 1928: Moderne Piraten
- 1928: Casanovas Erbe
- 1929: Das brennende Herz
- 1929: Meine Schwester und ich
- 1931: Die Wasserteufel von Hieflau
- 1932: Der kleine Pit
- 1932: Das Meer ruft
- 1933: Ein Unsichtbarer geht durch die Stadt
- 1934: Die Sporck’schen Jäger
- 1934: Ein Kind, ein Hund, ein Vagabund
- 1934: Der rote Reiter
- 1935: Künstlerliebe
- 1936: Martha
- 1936: Familienparade
- 1936: Weiße Sklaven
- 1937: Unter Ausschluß der Öffentlichkeit
- 1937: Die gelbe Flagge
- 1938: Die Pfingstorgel
- 1938: Der Kampf um den Hahn
- 1939: Der Polizeifunk meldet

als Produktions-, Herstellungs- oder Herstellungsgruppenleiter (komplett)
- 1939: Zwielicht
- 1941: … reitet für Deutschland
- 1943: Der kleine Grenzverkehr
- 1944: Junge Herzen
- 1944: Junge Adler
- 1945: Die Schenke zur ewigen Liebe